# Hymn Hiszpanii
Marcha Real (pol. „Marsz Królewski”) – hymn Hiszpanii, będący jednym z nielicznych hymnów państwowych, który nie ma oficjalnie zatwierdzonych słów, a jedynie melodię.

## Historia
Powstał z osiemnastowiecznego marszu wojskowego. Pierwszy raz wzmiankowany w 1761 roku w „Libro de Ordenanza de los toques militares de la Infantería Española” (zarządzeniu o sygnałach na rogu piechoty hiszpańskiej) autorstwa Manuela de Espinosy. Występował tam jako melodia anonimowa zatytułowana „Marsz Grenadierski” (Marcha Granadera). W 1770 król Karol III Burbon ogłosił marsz oficjalnym „marszem honorowym”, a więc jednym z hymnów monarchii. Jego używanie przy okazji wszystkich ważniejszych okazji oficjalnych z udziałem rodu panującego spowodowało, że wkrótce potem stał się znany pod swą współczesną nazwą – Marsz Królewski (Marcha Real). 
Według jednego z badaczy historii hymnu, Hugo Kehrera, jego melodia mogła zostać skomponowana przez Fryderyka II Wielkiego. Brak na to bezpośrednich dowodów, jednak niektórzy badacze podkreślają podobieństwa melodii do niektórych marszów wojskowych z czasów Karola V Habsburga i Filipa II Habsburga. Część hymnu jest także zbliżona do jednej z Cantigas de Santa María Alfonsa X Mądrego.
W roku 1868 podczas pronunciamiento gen. Prima rozpisano konkurs na nowy, karlistowski hymn Hiszpanii, który pozostał jednak nierozstrzygnięty. Zarządzenie królewskie z 27 sierpnia 1908 regulowało sprawy dotyczące wykonywania hymnu. Na polecenie króla kapelmistrz Królewskich Halabardników (Real Cuerpo de Guardias Alabarderos) Bartolomé Pérez Casas przygotował zunifikowaną wersję hymnu, łącząc w niej kilka wersji popularnych w różnych regionach Hiszpanii. Została ona następnie zatwierdzona dekretem królewskim. By ograniczyć wykonywanie hymnu do okazji najbardziej uroczystych i oficjalnych, tekst rozporządzenia wraz z partyturami został opublikowany wyłącznie w corocznym periodyku legislacyjnym armii, a nie w periodykach rządowych.
Za czasów Drugiej Republiki w Hiszpanii (lata 1931–1939) hymn królewski został zastąpiony pieśnią Himno de Riego, jednak po zakończeniu wojny domowej gen. Francisco Franco przywrócił go pod tytułem zbliżonym do pierwotnego – „Marcha de Granaderos” (Marsz Grenadierów). Za czasów jego dyktatury napisano trzy teksty do melodii hymnu, ale ze względu na kontekst polityczny nie są one obecnie uznawane. Po pokojowym przejęciu władzy przez Jana Karola I Hiszpańskiego i uchwaleniu 27 grudnia 1978 nowej konstytucji Hiszpanii powołano komisję rządową do spraw symboli narodowych. Wyznaczyła ona Francisca Grau, dyrygenta Królewskiej Orkiestry Pałacowej (Banda Real del Palacio) do opracowania nowej adaptacji melodii, a także partytur dla różnych rodzajów orkiestr. W swej pracy Francisco Grau oparł się zarówno na wcześniejszych adaptacjach autorstwa Bartolomé Péreza, jak i  na poprzednich wersjach. Najważniejsze zmiany polegały na usunięciu z linii melodycznej wstawek nietypowych dla marszów siedemnastowiecznych. 
Zasady użycia hymnu Hiszpanii reguluje obecnie konstytucja oraz dekret królewski z października 1997. W związku z tym, że Pérez Casas w 1932 zarejestrował Marsz Królewski jako utwór swojego autorstwa, rząd hiszpański dekretem z 1997 roku znacjonalizował go i przejął na własność. Jest to prawdopodobnie jedyny w historii przypadek nacjonalizacji utworu muzycznego.
Poszczególne prowincje hiszpańskie posiadają również swoje hymny regionalne: Els segadors (Katalonia), Guernikako arbola (Kraj Basków) czy Os Pinos (Galicja).

## Słowa hymnu z czasówAlfonsa XIII Hiszpańskiego
La Bandera de España
Gloria, gloria, corona de la Patria,

soberana luz

que es oro en tu pendón.

Vida, vida, futuro de la Patria,

que en tus ojos es

abierto corazón.

Púrpura y oro: bandera inmortal;

en tus colores, juntas, carne y alma están.

Púrpura y oro: querer y lograr;

Tú eres, bandera, el signo del humano afán.

Gloria, gloria, corona de la Patria,

soberana luz

que es oro en tu pendón.

Púrpura y oro: bandera immortal;

en tus colores, juntas, carne y alma están.
Sztandar Hiszpanii
Chwała ci, chwała, korono Ojczyzny,

najwyższa światłość

która jest złotem na Twym sztandarze.

Życie, życie, przyszłość Ojczyzny,

która w twych oczach jest

otwartym sercem.

Purpura i złoto: sztandar nieśmiertelny;

w twych kolorach, złączone, ciało i dusza.

Purpura i złoto: kochać i zdobywać;

Ty, sztandarze, jesteś znakiem ludzkich pragnień.

Chwała ci, chwała, korono Ojczyzny,

najwyższa światłość

która jest złotem na twym sztandarze.

Purpura i złoto: sztandar nieśmiertelny;

w twych kolorach, złączone, ciało i dusza.

## Słowa hymnu z czasówFrancisca Franco
(autor: José María Pemán)
¡Viva España!
Viva España, alzad los brazos, hijos

del pueblo español,

que vuelve a resurgir.

Gloria a la Patria que supo seguir,

sobre el azul del mar el caminar del sol.

Gloria a la Patria que supo seguir,

sobre el azul del mar el caminar del sol.

¡Triunfa España! Los yunques y las ruedas

cantan al compás

del himno de la fe.

¡Triunfa España! Los yunques y las ruedas

cantan al compás

del himno de la fe.

Juntos con ellos cantemos de pie

la vida nueva y fuerte del trabajo y paz.

Juntos con ellos cantemos de pie

la vida nueva y fuerte del trabajo y paz.

Viva España, alzad los brazos, hijos

del pueblo español,

que vuelve a resurgir.

Viva España, alzad los brazos, hijos

del pueblo español,

que vuelve a resurgir.

Gloria a la Patria que supo seguir,

sobre el azul del mar el caminar del sol.

Gloria a la Patria que supo seguir,

sobre el azul del mar el caminar del sol.
Niech żyje Hiszpania!
Niech żyje Hiszpania, wznieście ramiona, synowie

ludu hiszpańskiego,

który znów powstaje.

Chwała Ojczyźnie, która potrafiła podążać,

ponad błękitem morza, śladem słońca.

Chwała Ojczyźnie, która potrafiła podążać

ponad błękitem morza, śladem słońca.

Tryumfuj, Hiszpanio! Kowadła i koła

śpiewają w takt

hymnu wiary.

Tryumfuj, Hiszpanio! Kowadła i koła

śpiewają w takt

hymnu wiary.

Wraz z nimi zaśpiewajmy na baczność

o nowym życiu pełnym pracy i pokoju.

Wraz z nimi zaśpiewajmy na baczność

o nowym życiu pełnym pracy i pokoju.

Niech żyje Hiszpania, wznieście ramiona, synowie

ludu hiszpańskiego,

który znów powstaje.

Niech żyje Hiszpania, wznieście ramiona, synowie

ludu hiszpańskiego,

który znów powstaje.

Chwała Ojczyźnie, która potrafiła podążać

ponad błękitem morza, śladem słońca.

Chwała Ojczyźnie, która potrafiła podążać

ponad błękitem morza, śladem słońca.